# Vertigo Records
Vertigo Records é uma gravadora que começou como uma filial da Philips Records na década de 1960. Ele tinha nas suas fileiras artistas como Dire Straits, Black Sabbath, Nirvana, Kraftwerk, Status Quo, Thin Lizzy, Tears for Fears e Agitation Free.
A gravadora, agora, é parte da Universal Music Group e compreende principalmente Razorlight, The Rapture, The Killers, Metallica e Amy Macdonald.